# Laguna España
La laguna España es una laguna pantanosa amazónica boliviana de agua dulce. Administrativamente se encuentra ubicada en el municipio de El Puente de la provincia Guarayos, al noroeste del departamento de Santa Cruz. Se encuentra cerca del río Grande a una altitud de 185 m s. n. m., tiene unas dimensiones de 9,1 km de largo por 6,5 km de ancho y una superficie de 34 km², siendo una de las lagunas más grandes de la zona. Debe su nombre a Remberto Hurtado Raldes, próspero ganadero y agricultor que la bautizó con el nombre de su estancia ganadera.
A principios de los años 70 era mucho más pequeña que en la actualidad y se la consideraba una laguneta, pero debido a los continuos desbordes del río Grande y de las cañadas que bañan la zona adquirió su tamaño actual. Desde principios del siglo XVIII sus alrededores estuvieron poblados por nativos al mando de los padres jesuitas, encontrándose en la zona numerosos objetos y figuras de cerámica que datan de esas fechas. La laguna se encuentra en una zona rica y abundante en flora y fauna.